# Thurins
Thurins este o comună în departamentul Rhône din sud-estul Franței. În 2009 avea o populație de 2.867 de locuitori.

## Evoluția populației
| An        | 1975  | 1982  | 1990  | 1999  | 2006  | 2009  |
| --------- | ----- | ----- | ----- | ----- | ----- | ----- |
| Populație | 1.619 | 1.792 | 2.104 | 2.451 | 2.724 | 2.867 |